# Ghinești, Dâmbovița
Ghinești este un sat în comuna Sălcioara din județul Dâmbovița, Muntenia, România.
La recensământul din 18 martie 2002, populația satului Ghinești era de 1139 locuitori și satul avea 371 de case. 
La sfârșitul secolului al XIX-lea, satul era reședința unei comune de sine stătătoare din plasa Ialomița a județului Dâmbovița. Comuna Ghinești, cu satele Ghinești și Cârciuma lui Vișanu (astăzi, Cătunu), avea o populație de 500 de locuitori.
În 1925, comuna Ghinești avea aceeași structură și 796 de locuitori, fiind arondată plășii Titu din același județ.
Comuna a fost arondată în 1950 raionului Târgoviște din regiunea Prahova și apoi (după 1952) din regiunea Ploiești. În 1968, ea a revenit la județul Dâmbovița, dar a fost desființată imediat și satele ei au fost transferate la comuna Sălcioara.

## Monumente istorice
Pe Lista monumentelor istorice din Județul Dâmbovița (2004) , în satul Ghinești este recenzat următorul obiectiv:
- Biserica "Adormirea Maicii Domnului”, construită în anul 1761, cod LMI : DB-II-m-B-17518.